# All I Ever Wanted (альбом)
All I Ever Wanted (рус. Всё, что я хотела) — четвёртый студийный альбом американской певицы Келли Кларксон, изданный в марте 2009 года на RCA Records. После разногласий, окружавших ее предыдущий студийный альбом My December, который считался гораздо более мрачным, чем два других ее альбома, Кларксон записала альбом, более ориентированный на поп-музыку. Для этого она снова посотрудничала с Максом Мартиным и Dr. Luke, с которыми она работала над своим вторым альбомом «Breakaway», а также с Сэмом Уоттерсом и Луи Бьянканьелло (с которыми она работала над своим дебютным альбомом «Thankful»). При этом на новом альбоме также отметились Райан Теддер, Ховард Бенсон и Dre & Vidal.
Первоначально альбом планировали назвать «Masquerade», но его название было изменено из-за сходства с другими альбомами, выпущенными в то же время, такими как Funhouse певицы Pink (2008) и Circus Бритни Спирс. «All I Ever Wanted» был сочтен более легким и менее злым, чем ее предыдущая работа, хотя в нем также присутствуют песни в стиле поп-рок и поп-панк, а также танцы и соул. Рецензенты и сама Кларксон раскритиковали его оформление в мультяшном стиле за использование слишком большого количества фотошопа. Альбом в основном посвящен романтическим отношениям, достоинству, независимости и эмоциональной правдивости.
Альбом получил в целом положительные отзывы от большинства музыкальных критиков, которые высоко оценили ее подход к основной музыке, не теряя при этом индивидуальности. Ее вокал также получил высокую оценку, но некоторые критики назвали альбом «избитым» и «перегруженным». Альбом дебютировал на 1 месте чарта Billboard 200 и получил статус Платинового в Австралии и Канаде и Золотого в Великобритании и Ирландии. В США было продано более 900.000 копий All I Ever Wanted. Альбом был номинирован на премию «Грэмми» 2010 года в категории Лучший вокальный поп альбом.

## Создание альбома
После успешного второго студийного альбома Breakaway, который принес Келли Кларксон две премии «Грэмми», а также другие награды, четыре успешных сингла и более десяти миллионов проданных копий, она почувствовала давление со стороны своего лейбла, чтобы повторить успех альбома во время записи третьего студийного альбома My December. Вокруг данного альбома были постоянные конфликты с ее лейблом RCA Records и главой Sony Music Клайвом Дэвисом, которые были недоволены более мрачным звучанием альбома и попросили ее отказаться от альбома в пользу более коммерческого. Кларксон отказывалась это сделать и дату выхода альбома переносилась несколько раз. В конце концов, альбом «My December» был выпущен на фоне постоянных разногласий, но получив в целом положительные отзывы музыкальных критиков и дебютировал в чарте Billboard 200 с выразительными продажами, он выпустил только один успешный сингл «Never Again» и его продвижение было названо «запутанным» из-за конфликтов с лейблом.
После тура «My December Tour» Кларксон появился новый менеджер. После этого, почувствовав себя в студии уверенно, начала писать новый альбом. В октябре 2008 года она написала в своем блоге, что закончила работу над альбомом и была очень взволнована. Келли также рассказала в том же месяце, что работала с новым соавтором, Райаном Теддером, заявив, что записи с ним «прошли очень хорошо». Она также объяснила, что Клайв Дэвис познакомил их друг с другом на встрече лейбла, и позже они написали пять или шесть песен. В работе над альбомом принял участие вокалист группы OneRepublic Райан Теддер, который в интервью для Digital Spy рассказал, что в нём будут присутствовать «большие припевы» и что песни созданы под влиянием творчества группы Garbage, а также, что в песне «Save You» присутствует бридж, на создание которого вдохновила музыка Моцарта Теддер стал соавтором песни «If I Can’t Have You», которая по словам Келли Кларксон похожа на то, «если бы встретились Eurythmics и The Killers». Также певица отметила трек «Cry», на который, по её словам, сильно повлияла музыка кантри; также она призналась, что это самая «личная» песня с альбома. Две песни, «I Do Not Hook Up» и «Long Shot», были написаны Кэти Перри. «If No One Will Listen» — кавер-версия песни Кэри Ноубл 2004 года.
Она также впервые работала с Говардом Бенсоном, утверждая, что была его большой поклонницей и его работой со многими артистами, такими как Дотри, заявив, что ей нравится, как он продюсировал и как он запечатлел, как она звучит вживую.
Кларксон также работала с предыдущими продюсерами, такими как Сэм Уоттерс и Луи Бьянканьелло, которые спродюсировали песню «Anytime» в ее дебютном альбоме «Thankful», а также с Максом Мартином и Dr. Luke, которые написали и спродюсировали такие маг-хита как «Since U Been Gone» и «Behind These Hazel Eyes». Доктор Люк дал интервью Entertainment Weekly и сказал: «После „Since U Been Gone“ мы написали все эти песни для Келли. Песня „My Life would Suck Without You“, я думаю является первым синглом — некоторое время назад у нас был припев, а недавно добавили куплет». Далее он добавил: "Она поет песню за два часа и убивает ее. Ты просто такой: "Боже ш… «. У нее мощные легкие. Она как Лэнс Армстронг голосовых связок». Она также снова работала с автором песен Кара ДиоГуарди, которая написала несколько треков для дебютника «Breakaway» и получила две песни, написанные в соавторстве с Кэти Перри. Перри утверждала, что она работала над своим дебютным альбомом в течение пяти лет и записала для него так много песен, что обе песни не попали в альбом, затем Кларксон их услышала, понравилась и записала.

## Музыка

### Производство и звук

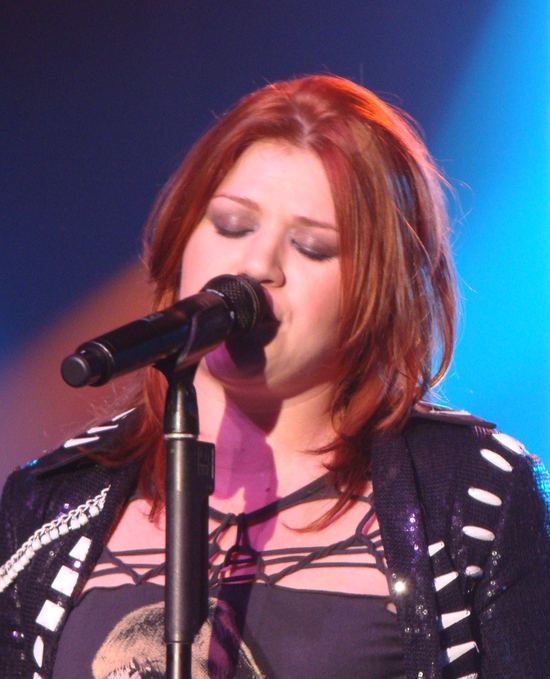
Кларксон на выступлении в рамках «All I Ever Wanted Tour».

«All I Ever Wanted» считается поп и поп-рок альбомом с элементами танцевальной музыки, рок и соул-музыки. В плане звучания, альбом отличается от ее предыдущего альбома «My December». В нем также присутствуют элементы поп-панка, напоминающие ее третий альбом. Джеймс Монтгомери из MTV News отметил, что в альбоме есть «беззастенчивый поп, большие хрустящие гитарные аккорды и слезливые баллады». Маура из «Idolator» назвала этот альбом «поп-искуплением» и «забавным сборником поп-треков»
Ведущий сингл «My Life Would Suck Without You», считался явным продолжением «Since U Been Gone» с основным танцевальным гитарно-попсовым звуком, с громкими синтезаторами и гитарой. Сингл «I Do Not Hook Up» был назван «резким, энергичным поп-штурмером», в то время как песня «Long Shot» была описана как «струнный рокер». Обе песни изначально были написаны Кэти Перри. Другую песню «Don’t Let Me Stop You» называли «ареной рокерской» и сравнивали с ее синглом «Behind These Hazel Eyes» из-за использования той же последовательности аккордов.. Кларксон определилf танцевальную и синтипоп песню «If I Can’t Have You» как «очень похоже на Eurythmics и The Killers» в сексуальной атмосфере. При этом песню «I Want You» назвали чистой воды попсой. Заглавный трек альбома и «Whyyawannabringmedown» — это два кавера с дебютного альбома группы Аранда; первая была сочетанием стилей соул-рока и фанка.
Мощная баллада «Save You» была написана Эме Проал с Райаном Теддером, которая изначально предназначалась для ее группы «Gone 'Til November». Так как группа распалась, Теддер представил песню лейблу Келли Кларксон. В ней есть экспериментальный мост, вдохновленный Моцартом. «If No One Will Listen» — кавер на песню Keri Noble из ее дебютного альбома «Fearless». Песня «Cry» была определена Келли как «вальсовая» баллада с влиянием кантри, а сингл «Already Gone» считался "балладой с бас-барабаном, которую в значительной степени сравнивали с синглом «Halo» Бейонсе. Обе песни написаны Теддером. «Impossible» называли «пронизанной пианино рокером», в то время как «Ready» называли «свежей, беззаботной поп-песней».

### Лирическое содержание
С лирической точки зрения альбом «All I Ever Wanted» о романтических отношениях — хороших, плохих и дисфункциональных, причем Кларксон определяет их как «довольно личные». Энн Пауэрс из «Los Angeles Times» отметила, что альбом «предоставляет ее верным поклонницам солидную группу гимнов и интроспективных моментов, выражающих достоинство, независимость и эмоциональную правдивость». « „My Life Would Suck Without You“ описывает двух людей, которые преданы друг другу, хотя в их отношениях есть некоторые острые углы, а в „I Do Not Hook Up“ Кларксон сообщает потенциальным женихам, что она ищет долгосрочных обязательств, а не случайных интриг». Песня «Cry» о предательстве, о дружбе, которая пошла не так,, задаваясь вопросом: «Это еще не конец? Могу ли я открыть глаза?», при этом песня «Don’t Let Me Stop You» заставляет демонстрировать самоуважение и эмоциональную стойкость, даже когда что-то не получается. «All I Ever Wanted» касается противоречивых чувств Келли. «Already Gone» про примирение с отношениями, которые были обречены на провал. «If I Can’t Have You» в шутку рассказывает о том, как Келли нашла то, что ищет, в то время как «Save You» — о человеческих стенаниях и желании спасти кого-то от саморазрушительного поведения после потери. В «Whyyawannabringmedown» Кларксон поет: «Я не твоя обезьяна, так что забери всю ту ложь, которую ты продал». Песня «Long Shot» «признает риск, связанный с новым романтическим начинанием», и в «Impossible» она признается: «Я споткнусь и сделаю свои собственные ошибки, да, но я больше не буду беспокоиться об этом».

## Продвижение альбома

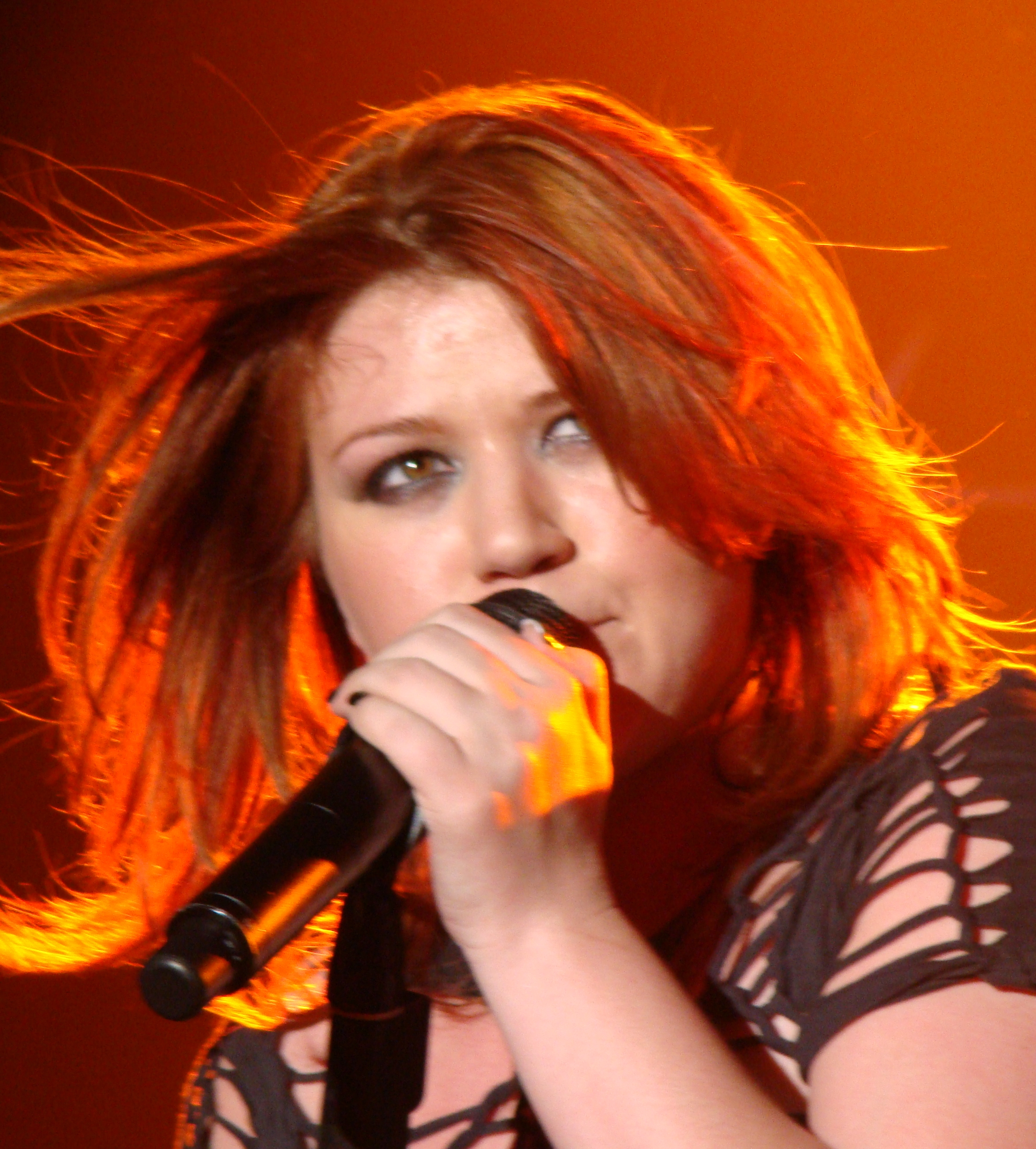
Келли с выступлением во время тура «All I Ever Wanted Tour».

Для продвижения альбома Кларксон исполнила синглы «My Life would Suck Without You» и «I Do Not Hook Up» на передаче «Good Morning America» в день выхода альбома в США 10 марта 2009 г. Певица исполнила первый сингл с альбома «My Life would Suck Without You» в восьмом сезоне «American Idol» 11 марта 2009 года. Кларксон также исполнила «My Life My Life Suck Without You» и второй сингл с альбома «I Do Not Hook Up» в 34-м сезоне «Saturday Night Live» 14 марта 2009 г. Келли также продвигала альбом на сайте «Walmart Soundcheck» 18 марта 2009 года, исполнив «My Life would Suck Without You» и «I Do Not Hook Up», а также свои старые хиты «Since U Been Gone», «Because of You» и «Walk Away». 20 марта 2009 года она также появилась на Шоу Опры Уинфри, чтобы дать интервью и исполнить попурри из песен «Because of You», «Behind These Hazel Eyes» and «My Life Would Suck Without You». Кларксон также участвовала в «So You Think You Can Dance», чтобы исполнить «I Do Not Hook Up». На церемонии вручения награды American Music Awards 2009 года Келли спела сингл «Already Gone». Она также продвигала альбом живыми выступлениями на «The Ellen DeGeneres Show», «Live with Regis & Kelly» и «The Tonight Show» с Джеем Лено.

### Туры
All I Ever Wanted Summer Fair Mini-Tour
All I Ever Wanted Tour
Мировое турне по Северной Америке, Европе, Азии, Австралии, Новой Зеландии и Южной Африке.

## Продажи
«All I Ever Wanted» дебютировал в Billboard 200 под номером один с продажами 255 000 копий, став вторым альбомом Келли Кларксон возглавивший данный чарт. До этого ее дебютный альбом «Thankful» также стартовал с первой строчки в 2003 году — за первую неделю было продано 297 000 копий. На второй неделе альбом оставался на вершине с тиражом 90 000 копий, к третьей недели пребывания в чарте он упал на пятое место с продажами 52 000 копий. По состоянию на сентябрь 2017 года альбом был продан 1 004 000 копий в Соединенных Штатах, став ее четвертым самым продаваемым альбомом в ее карьере после Thankful (2003), Breakaway (2004) и Stronger (2011). В Канаде альбом стартовал со второй позиции, став ее самым высоким дебютом вместе с ее предыдущим альбомом My December (2007), разошедшимся тиражом 15 000 копий. В Австралии он также дебютировал под номером два, став ее самым лучшим дебютом вместе с Breakaway (2004). Позже он был сертифицирован Австралийской ассоциацией звукозаписывающей индустрии платиновым за более чем 70 000 копий. В Новой Зеландии альбом дебютировал под шестым номером.
В Великобритании альбом был продан тиражом 40 000 копий и дебютировал под номером 3 в «UK Albums Chart». По состоянию на июнь 2012 года было продано 197 817 копий «All I Ever Wanted» в Соединенном Королевстве. Альбом также дебютировал в первой десятке альбомных чартов в Австрии, Бельгии (Фландрия), Ирландии, Нидерландах, Южной Африке и Швейцарии. В Испании альбом достиг 40 позиции, став ее высшим дебютом в ее карьере., в Швеции он стал ее вторым и последним альбомом, попавшим в двадцатку лучших, дебютировав на 15 месте. А вот в соседней Финляндии альбом стал для нее первым, не попавшим в первую двадцатку, одновременно последним из ее альбомов попавших в чарт этой страны на данный момент.

## Синглы
Обложка первого сингла альбома My Life Would Suck Without You была представлена 5 января 2009 года, и на нем изображена Келли Кларксон с широко раскрытыми глазами и леденцом в форме сердца. Сингл был выпущен на радио 13 января 2009 года, а через три дня стал доступен для цифровой загрузки. 28 января 2009 года «Billboard» объявил, что сингл поднялся с 97-го на первую строчку в «Billboard Hot 100», сделав самый большой прыжок на вершину в истории чарта, а также став вторым синглом номер один певицы в США впервые за семь лет. Сингл возглавил чарты Канады и Великобритании, а также вошел в Топ-10 еще в десяти странах.
Второй сингл «I Do Not Hook Up» был выпущен на радио США 14 апреля 2009 года. Клип на эту песню, режиссером которого является Брайаном Барбером, был снят в марте 2009 года и выпущен 20 апреля 2009 года на MTV. Песня имела умеренный успех в чартах, достигнув девятой позиции в Австралии, первой двадцатки в Канаде и США и Топ-40 еще в шести странах.
«Already Gone» был отправлен на радио США 11 августа 2009 года в качестве третьего сингла с альбома. Обложка сингла была выпущена 8 июля 2009 года. Песня вызвала споры из-за ее сходства с другим треком, спродюсированным Райаном Теддером, «Halo» Бейонсе, и Кларксон даже пыталась помешать выпуску сингла, но ее лейбл все равно решил выпустить его. В Соединенных Штатах песня была более успешной, чем «I Do Not Hook Up», достигнув тринадцатой позиции в «Billboard Hot 10»0 и восемь недель подряд занимая первое место в чарте «Billboard Adult Pop Songs». В других странах он достиг Топ-20 в четырех странах и Топ-40 еще в четырех странах. Музыкальное видео было снято Джозефом Каном и выпущено 27 июля 2009 года. Кан был недоволен конечным результатом видео, в котором Кларксон «поет в разных роскошных местах, пока скрипки играют сами».
Заглавный трек альбома «All I Ever Wanted» был выпущен как четвертый и последний сингл в США. Он был официально отправлен на радио США 9 марта 2010 года и в «iTunes Store» США и Канады 15 марта 2010 г. Сингл в чарте США «Billboard Hot 100» достиг лишь 96 места, но был более успешным в другом чарте «Billboard Adult Pop Songs», где достиг одиннадцатой позиции.
Песня «Cry» была выпущена в качестве четвертого сингла в Германии и пятым синглом в Австралии. В Германии релиз состоялся 12 марта 2010, а в Австралии 15 марта 2010 был отправлен на радио. Эта песня получила большую ротацию на радистанциях в Австралии.

## Список композиций
| №                   | Название                         | Автор(ы)                                                     | Продюсер(ы)           | Длительность |
| ------------------- | -------------------------------- | ------------------------------------------------------------ | --------------------- | ------------ |
| 1.                  | «My Life Would Suck Without You» | Max Martin, Dr. Luke, Claude Kelly                           | Dr. Luke, Martin      | 3:33         |
| 2.                  | «I Do Not Hook Up»               | Katy Perry, Kara DioGuardi, Greg Wells                       | Howard Benson         | 3:22         |
| 3.                  | «Cry»                            | Kelly Clarkson, Jason Halbert, Mark Lee Townsend             | Benson                | 3:34         |
| 4.                  | «Don't Let Me Stop You»          | Andreas Romdhane, Josef Larossi, Mats Valentin, Claude Kelly | Benson                | 3:20         |
| 5.                  | «All I Ever Wanted»              | Sam Watters, Louis Biancaniello, Dameon Aranda               | Biancaniello, Watters | 3:59         |
| 6.                  | «Already Gone»                   | Clarkson, Ryan Tedder                                        | Tedder                | 4:41         |
| 7.                  | «If I Can't Have You»            | Clarkson, Tedder                                             | Tedder                | 3:39         |
| 8.                  | «Save You»                       | Tedder, Aimée Proal                                          | Tedder                | 4:03         |
| 9.                  | «Whyyawannabringmedown»          | Watters, Biancaniello, Aranda                                | Biancaniello, Watters | 2:42         |
| 10.                 | «Long Shot»                      | Perry, Glen Ballard, Matt Thiessen                           | Benson                | 3:36         |
| 11.                 | «Impossible»                     | Clarkson, Tedder                                             | Tedder                | 3:23         |
| 12.                 | «Ready»                          | Clarkson, Aben Eubanks, Halbert                              | Benson                | 3:05         |
| 13.                 | «I Want You»                     | Clarkson, Joakim Åhlund                                      | Biancaniello, Watters | 3:31         |
| 14.                 | «If No One Will Listen»          | Keri Noble                                                   | Clarkson              | 4:03         |
| Общая длительность: | Общая длительность:              | Общая длительность:                                          | Общая длительность:   | 50:28        |

| №                   | Название                | Автор(ы)                                                                          | Продюсер(ы)                        | Длительность |
| ------------------- | ----------------------- | --------------------------------------------------------------------------------- | ---------------------------------- | ------------ |
| 15.                 | «Tip of My Tongue»      | Clarkson, Tedder                                                                  | Tedder                             | 4:18         |
| 16.                 | «The Day We Fell Apart» | Watters, Biancaniello, Andre Harris, Vidal Davis, Harry Zelnick, Alexander Chiger | Dre & Vidal, Biancaniello, Watters | 4:03         |
| Общая длительность: | Общая длительность:     | Общая длительность:                                                               | Общая длительность:                | 58:49        |

| №                   | Название            | Автор(ы)                                         | Продюсер(ы)         | Длительность |
| ------------------- | ------------------- | ------------------------------------------------ | ------------------- | ------------ |
| 15.                 | «Can We Go Back»    | Shanna Crooks, Andrew Creighton Dodd, Adam Watts | Benson              | 2:52         |
| Общая длительность: | Общая длительность: | Общая длительность:                              | Общая длительность: | 53:20        |

| №                   | Название                                       | Длительность |
| ------------------- | ---------------------------------------------- | ------------ |
| 1.                  | «Making the Video»                             | 7:35         |
| 2.                  | «Making the Album»                             | 6:46         |
| 3.                  | «My Life Would Suck Without You» (music video) | 3:33         |
| 4.                  | «Photo Gallery»                                | 3:00         |
| Общая длительность: | Общая длительность:                            | 20:14        |

Enhanced CD
- Доступ на «Opendisc» Келли Кларксон[99].

## Чарты
| Чарт (2009)                                 | Пик позиция |
| ------------------------------------------- | ----------- |
| Австралия (ARIA)                            | 2           |
| Австрия (Ö3 Austria)                        | 4           |
| Бельгия/Фландрия (Ultratop)                 | 6           |
| Бельгия/Валлония (Ultratop)                 | 45          |
| Канада (Canadian Albums Chart)              | 2           |
| Нидерланды (Album Top 100)                  | 6           |
| Финляндия (Suomen virallinen lista)         | 32          |
| Германия (Offizielle Top 100)               | 4           |
| Греция (IFPI)                               | 19          |
| Венгрия (MAHASZ)                            | 30          |
| Ирландия (IRMA)                             | 4           |
| Италия (Classifica album)                   | 48          |
| Япония (Billboard Japanese Top Album Sales) | 46          |
| Япония (Oricon)                             | 34          |
| Мексика (Top 100 Mexico)                    | 28          |
| Новая Зеландия (RMNZ)                       | 6           |
| Польша (ZPAV)                               | 32          |
| Шотландия (Scottish Albums Chart)           | 3           |
| ЮАР (South African Albums RISA)             | 3           |
| Испания (PROMUSICAE)                        | 40          |
| Швеция (Sverigetopplistan)                  | 15          |
| Швейцария (Schweizer Hitparade)             | 7           |
| Великобритания (UK Albums Chart)            | 3           |
| США (Billboard 200)                         | 1           |

| Чарт (2009)                   | Позиция |
| ----------------------------- | ------- |
| Австралия (ARIA)              | 38      |
| Бельгия (Ultratop Фландрия)   | 91      |
| Нидерланды (Album Top 100)    | 94      |
| Германия (Offizielle Top 100) | 100     |
| Великобритания (OCC)          | 82      |
| США (Billboard 200)           | 33      |

## Сертификация
| Регион | Сертификация | Продажи |
| --- | ------------ | ------- |
| Австралия (ARIA) | Платиновый   | 70 000^ |
| Канада (Music Canada) | Платиновый   | 80 000^ |
| ССАГПЗ (IFPI Middle East)                                                                                                | Золотой      | 3000*   |
| Ирландия (IRMA) | Золотой      | 7500^   |
| Malaysia (RIM) | Золотой      | 10,000  |
| Великобритания (BPI) | Золотой      | 191,953 |
| * Данные о продажах приведены только на основе сертификации. ^ Данные о тиражах приведены только на основе сертификации. |              |         |

## Хронология релизов
| Страна                  | Дата          | Лейбл                    |
| ----------------------- | ------------- | ------------------------ |
| Ирландия                | 6 марта 2009  | Sony Music Entertainment |
| Германия                | 6 марта 2009  | Sony Music Entertainment |
| Австралия               | 6 марта 2009  | Sony Music Entertainment |
| Гонконг                 | 9 марта 2009  | Sony Music Entertainment |
| Польша                  | 9 марта 2009  | Sony Music Entertainment |
| Новая Зеландия          | 9 марта 2009  | Sony Music Entertainment |
| Великобритания          | 9 марта 2009  | RCA Records              |
| США                     | 10 марта 2009 | RCA Records              |
| Канада                  | 10 марта 2009 | Sony Music Entertainment |
| Республика Корея        | 10 марта 2009 | Sony Music Entertainment |
| Мексика                 | 10 марта 2009 | Sony Music Entertainment |
| Нидерланды              | 10 марта 2009 | Sony Music Entertainment |
| Филиппины               | 10 марта 2009 | Sony Music Entertainment |
| Китайская Республика    | 10 марта 2009 | Sony Music Entertainment |
| Бразилия                | 11 марта 2009 | Sony Music Entertainment |
| Швеция                  | 11 марта 2009 | Sony Music Entertainment |
| Италия                  | 13 марта 2009 | Sony Music Entertainment |
| Сингапур                | 13 марта 2009 | Sony Music Entertainment |
| Япония                  | 25 марта 2009 | Sony Music Japan         |
| Япония (Deluxe Edition) | 13 мая 2009   | Sony Music Japan         |